# Чемпионат Африки по волейболу среди мужчин 1979
4-й чемпионат Африки по волейболу среди мужчин прошёл с 9 по 15 ноября 1979 года в Триполи (Ливия) с участием 5 национальных сборных команд. Чемпионский титул в 3-й раз в своей истории выиграла сборная Туниса.

## Команды-участницы
Ливия, Мадагаскар, Нигерия, Сенегал, Тунис.

## Итоги

### Положение команд
| Тунис      |
| Ливия      |
| Мадагаскар |
| 4. Сенегал |
| 5. Нигерия |